# Grande Crise orientale

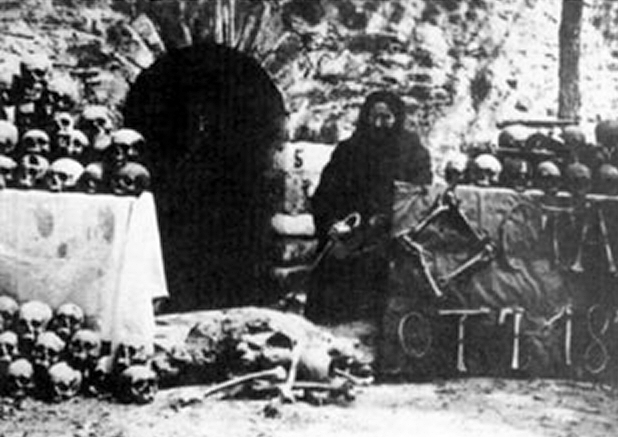
Crânes des victimes du massacre de Batak.

La Grande Crise orientale est l'une des phases de la « question d'Orient » des années 1875-1878.
Elle débute en 1876 par l'insurrection des Serbes et des Bulgares de l'Empire ottoman, se poursuit par la guerre des Serbes et des Bulgares soutenus par les Roumains et les Russes contre l'Empire turc et se conclut par la Conférence de Constantinople et le congrès de Berlin.